# Скоморохи-Дуже
Скоморохи-Дуже (пол. Skomorochy Duże) — село в Польщі, у гміні Грабовець Замойського повіту Люблінського воєводства.
Населення — 171 особа (2011).
У 1975-1998 роках село належало до Замойського воєводства.

## Демографія
Демографічна структура станом на 31 березня 2011 року:
|          | Загалом | Допрацездатний вік | Працездатний вік | Постпрацездатний вік |
| -------- | ------- | ------------------ | ---------------- | -------------------- |
| Чоловіки | 88      | 12                 | 59               | 17                   |
| Жінки    | 83      | 15                 | 38               | 30                   |
| Разом    | 171     | 27                 | 97               | 47                   |